# جون س. أروسميث
جون س. أروسميث (بالإنجليزية: John C. Arrowsmith)‏ هو عسكري أمريكي، ولد في 4 يونيو 1894 في رينو في الولايات المتحدة، وتوفي في 1 يونيو 1985 في آشفيل في الولايات المتحدة.